# Tanza
Tanza – miasto na Filipinach w regionie CALABARZON, na wyspie Luzon. W 2010 roku liczyło 188 755 mieszkańców.